# Kościelec (Hohe Tatra)
Der Kościelec ist ein Berg in der Hohen Tatra mit einer Höhe von 2155 m n.p.m. und liegt in Polen. 

## Lage und Umgebung
Der Gipfel liegt auf dem Grat des Kościelec, der westlich des Nordgrats der Świnica ins Tal Dolina Gąsienicowa abzweigt.
Unterhalb des Gipfels liegen zwei Täler, die Dolina Zielona Gąsienicowa im Süden und Dolina Czarna Gąsienicowa im Norden. 
Vom Gipfel des Mały Kościelec im Westen wird der Kościelec durch den Bergpass Karb getrennt, vom östlich gelegenen Gipfel Zawratowa Turnia durch den Bergpass Zawrat und vom Gipfel Zadni Kościelec durch den Bergpass Kościelcowa Przełęcz.

## Etymologie
Der Name Kościelec leitet sich von seiner symmetrischen spitzen Form ab, die die Hirten auf der Alm Hala Gąsienicowa an ein gotisches Kirchendach erinnert hat. Kościół ist das polnische Wort für Kirche. Sein Name lässt sich als Kirchenberg übersetzen.

## Tourismus

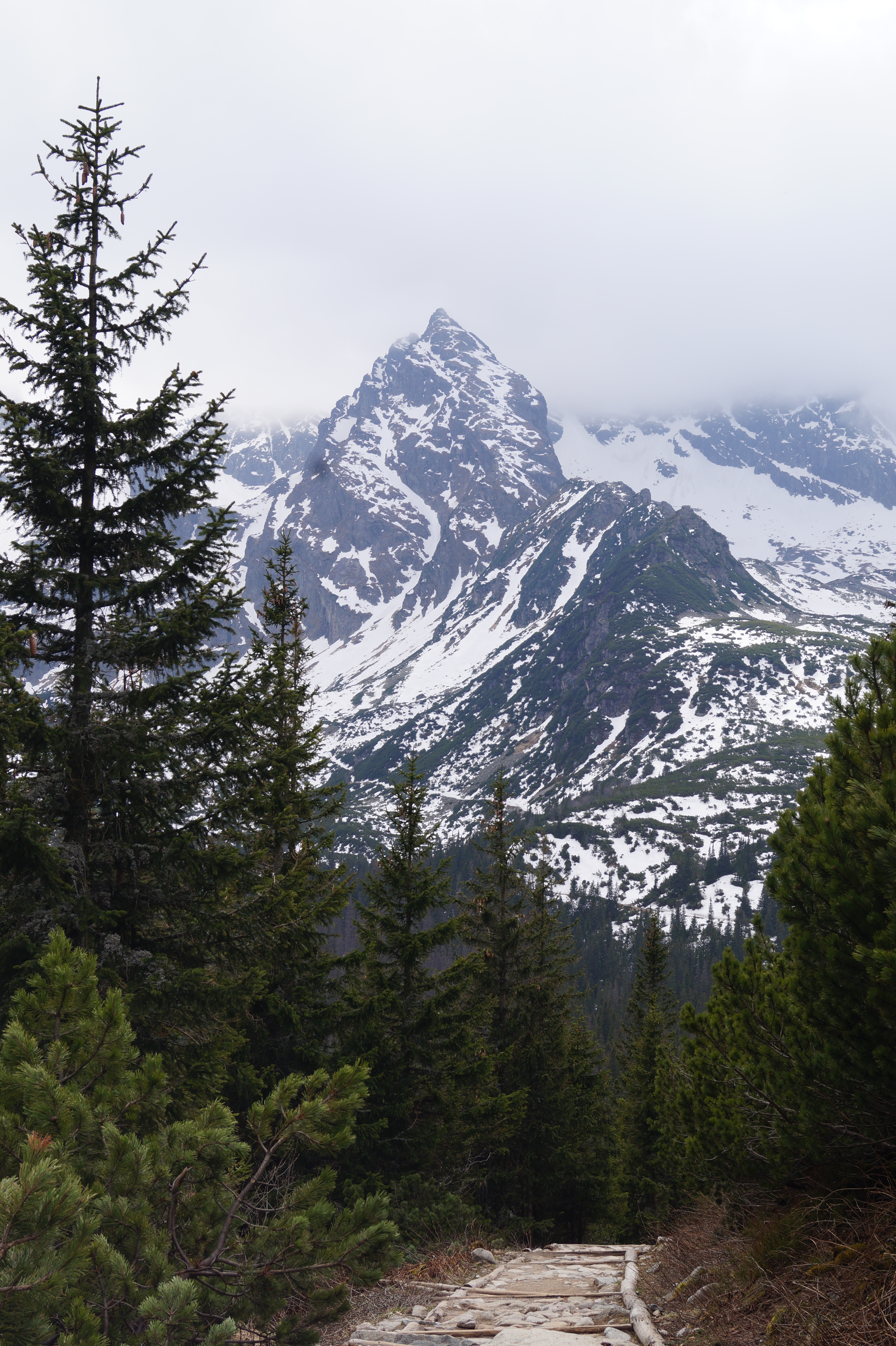
Blick von der Alm Hala Gąsienicowa

Der Gipfel ist aufgrund seiner markanten Form und seiner über 530 hohen Nordwand bekannt. Auf dem Kościelec gibt es zahlreiche Kletterrouten. Er ist bei Wanderern aufgrund des Panoramas von seinem Gipfel sehr beliebt. Es ist der einzige Punkt, von dem alle Bergseen des Tals Dolina Gąsienicowa zu sehen sind. Wanderer können auf verschiedenen Wegen auf den Gipfel des Kościelec gelangen. Sie gelten als schwierig. Am Berg sind zahlreiche Alpinisten tödlich verunglückt, unter anderem die bekannten Bergsteiger der Tatra Mieczysław Karłowicz, Mieczysław Świerz und Jan Długosz. Anfang des 20. Jahrhunderts wurde angedacht, die sterblichen Überreste des Dichters Juliusz Słowacki auf dem Kościelec zu bestatten. Der Kościelec war für zahlreiche Künstler und Dichter eine Inspiration.

### Routen zum Gipfel
Auf den Gipfel führt ein Wanderweg: 
- ▬ Ein schwarz markierter Wanderweg vom Tal Dolina Gąsienicowa über den Gipfel Mały Kościelec und den Bergpass Karb. Als Ausgangspunkt für eine Besteigung des Kościelec eignet sich die Berghütte Schronisko PTTK Murowaniec.

- ▬ Alternativ führt ein blauer Wanderweg vom Czarny Staw Gąsienicowy oder vom Bergpass Świnicka Przełęcz auf den Bergpass Karb, wo man auf den schwarzen Wanderweg zum Gipfel trifft.

## Belege
- Zofia Radwańska-Paryska, Witold Henryk Paryski, Wielka encyklopedia tatrzańska, Poronin, Wyd. Górskie, 2004, ISBN 83-7104-009-1.
- Tatry Wysokie słowackie i polskie. Mapa turystyczna 1:25.000, Warszawa, 2005/06, Polkart ISBN 83-87873-26-8.

## Panorama

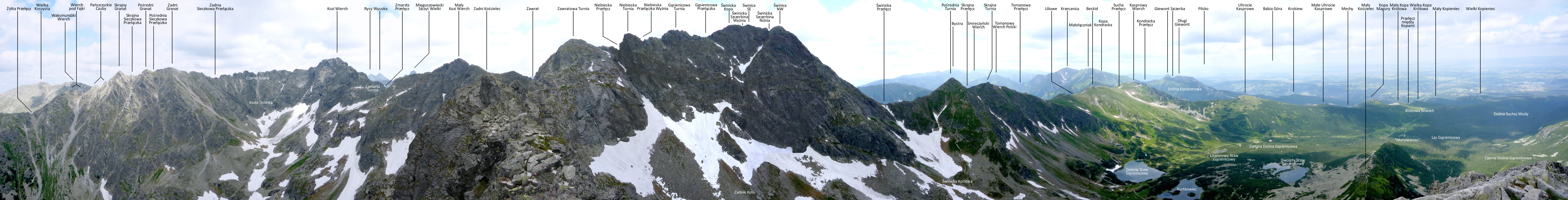
Panorama vom Gipfel